# Seznam měst spravovaných Palestinskou autonomií

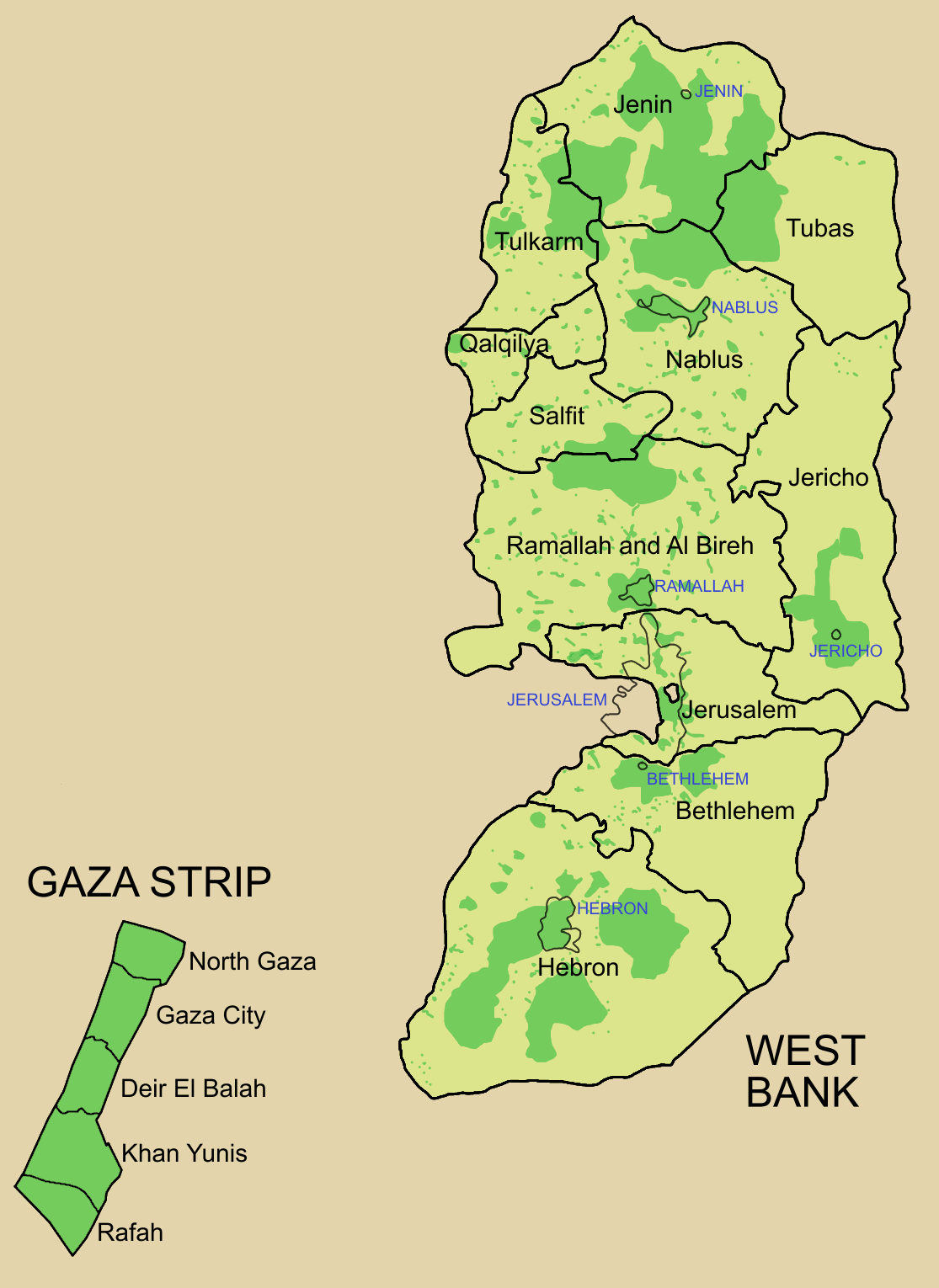
Mapa oblasti A, palestinských lokalit v oblasti B a palestinských čtvrtí ve východním Jeruzalémě (které jsou pod plnou kontrolou Izraele)

Toto je seznam měst spravovaných Palestinskou autonomií. Po podepsání přechodné dohody Oslo II převzala Palestinská autonomie kontrolu nad občanskými záležitostmi v oblastech A a B (viz obrázek), kde se nachází většina palestinské populace (s výjimkou té populace, která se nachází u městských hranic východního Jeruzaléma). Izraelské obranné síly zodpovídají za bezpečnost v oblastech B, které se nacházejí na Západním břehu Jordánu, a mají plnou kontrolu nad místy v oblastech C.
Po roztržce mezi dvěma hlavními palestinskými politickými stranami Fatah a Hamás v roce 2007 došlo k rozdělení Palestinské autonomie, přičemž Fatah vládne na Západním břehu Jordánu a Hamás v Pásmu Gazy.

## Místní předpisy
Status města je udílen takovým místům, ve kterých žije více než 20 000 obyvatel.

## Seznam měst

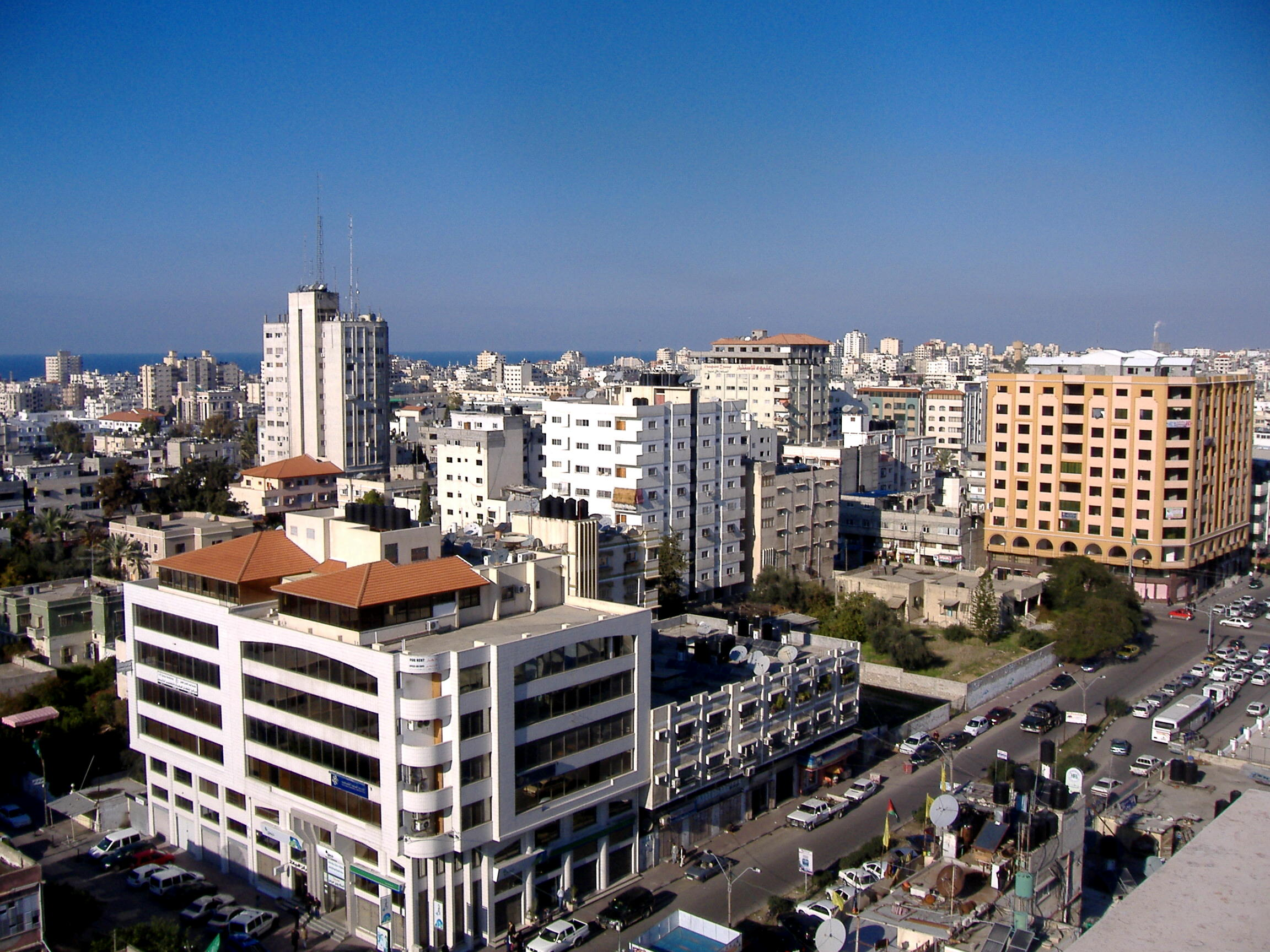
Gaza

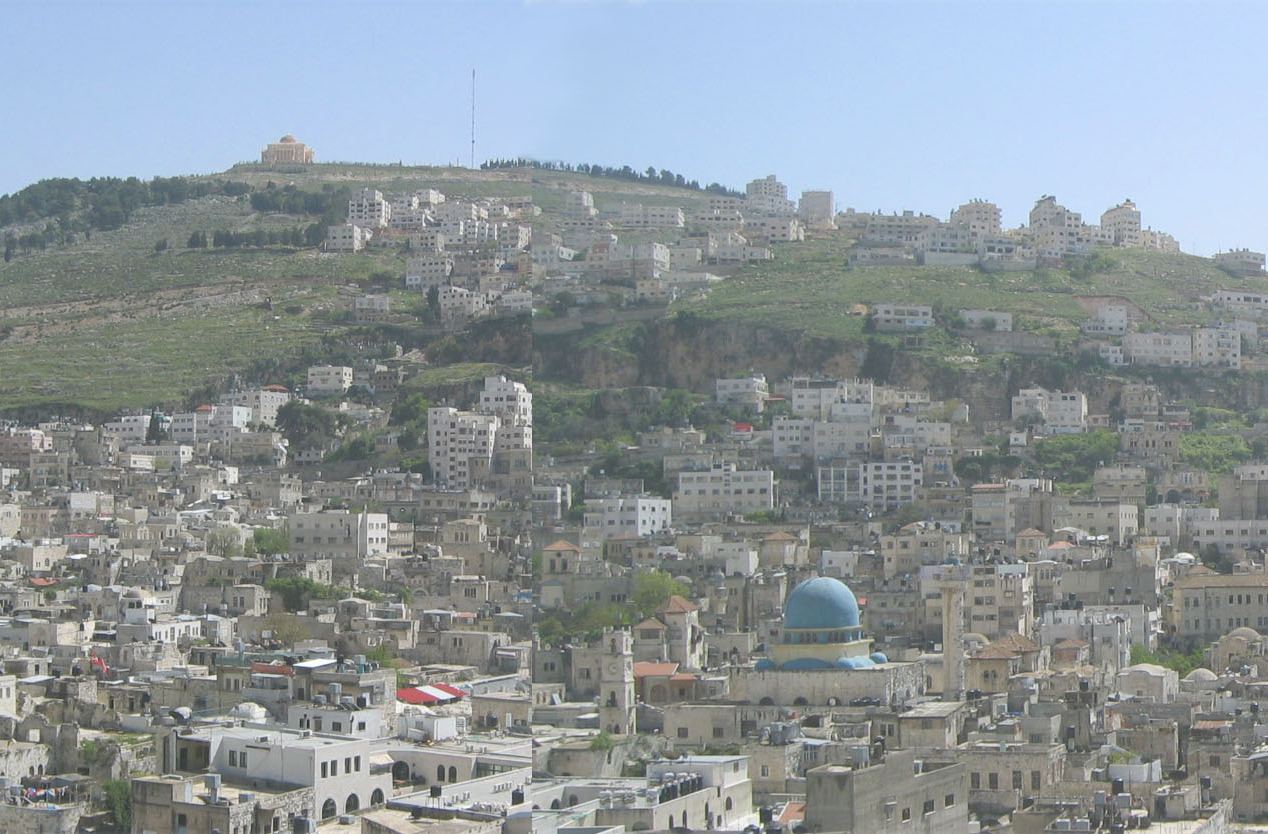
Náblus

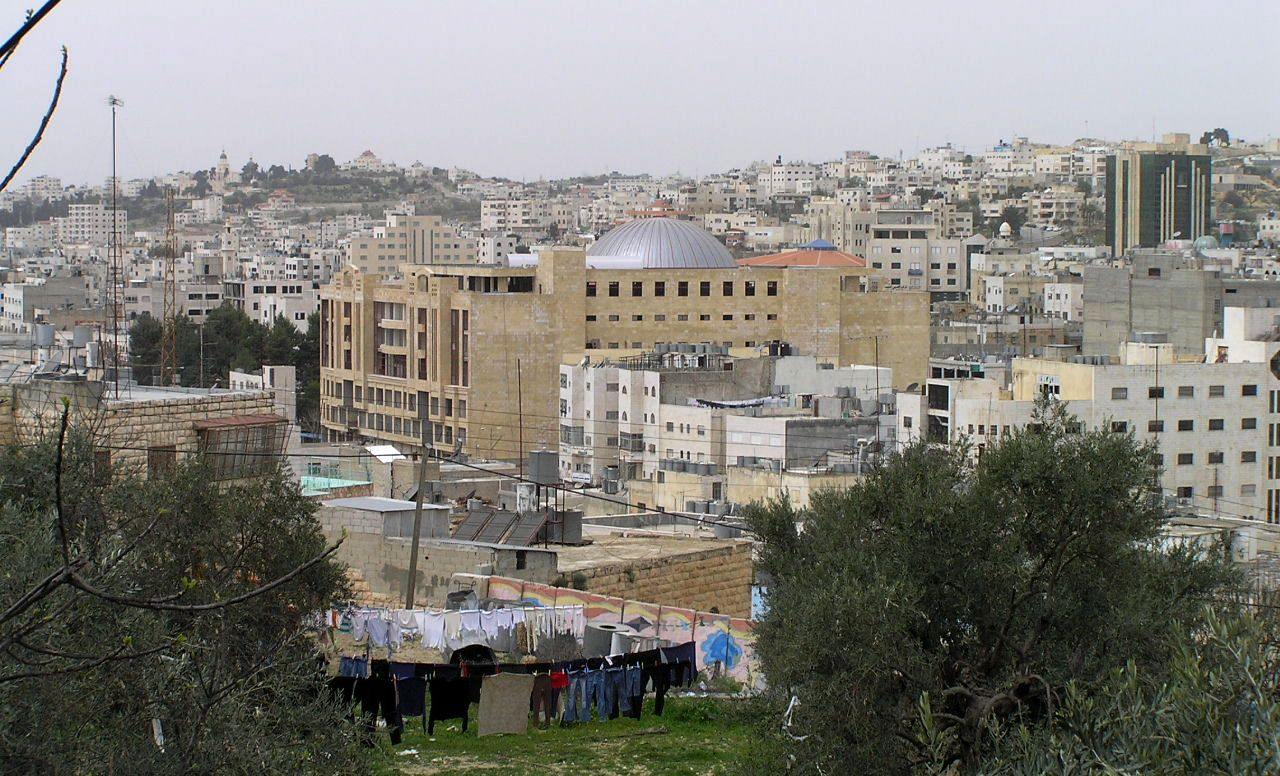
Hebron

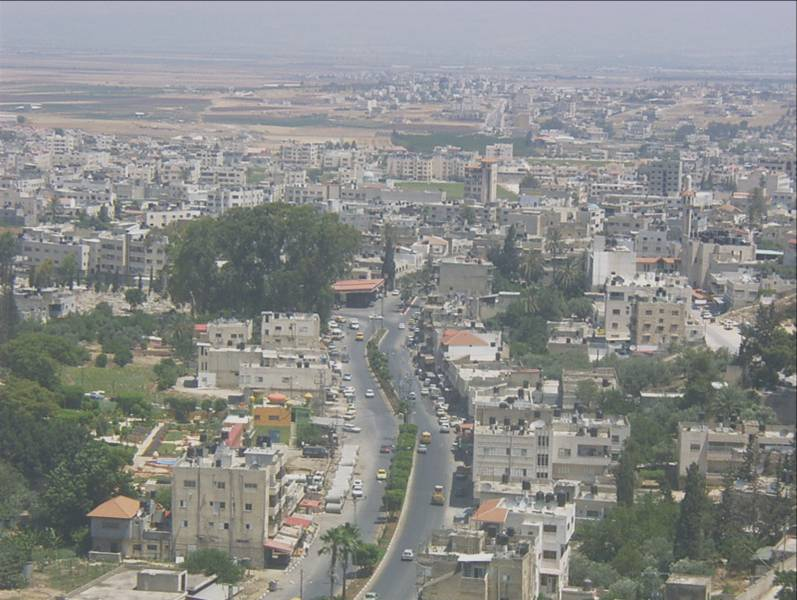
Dženín

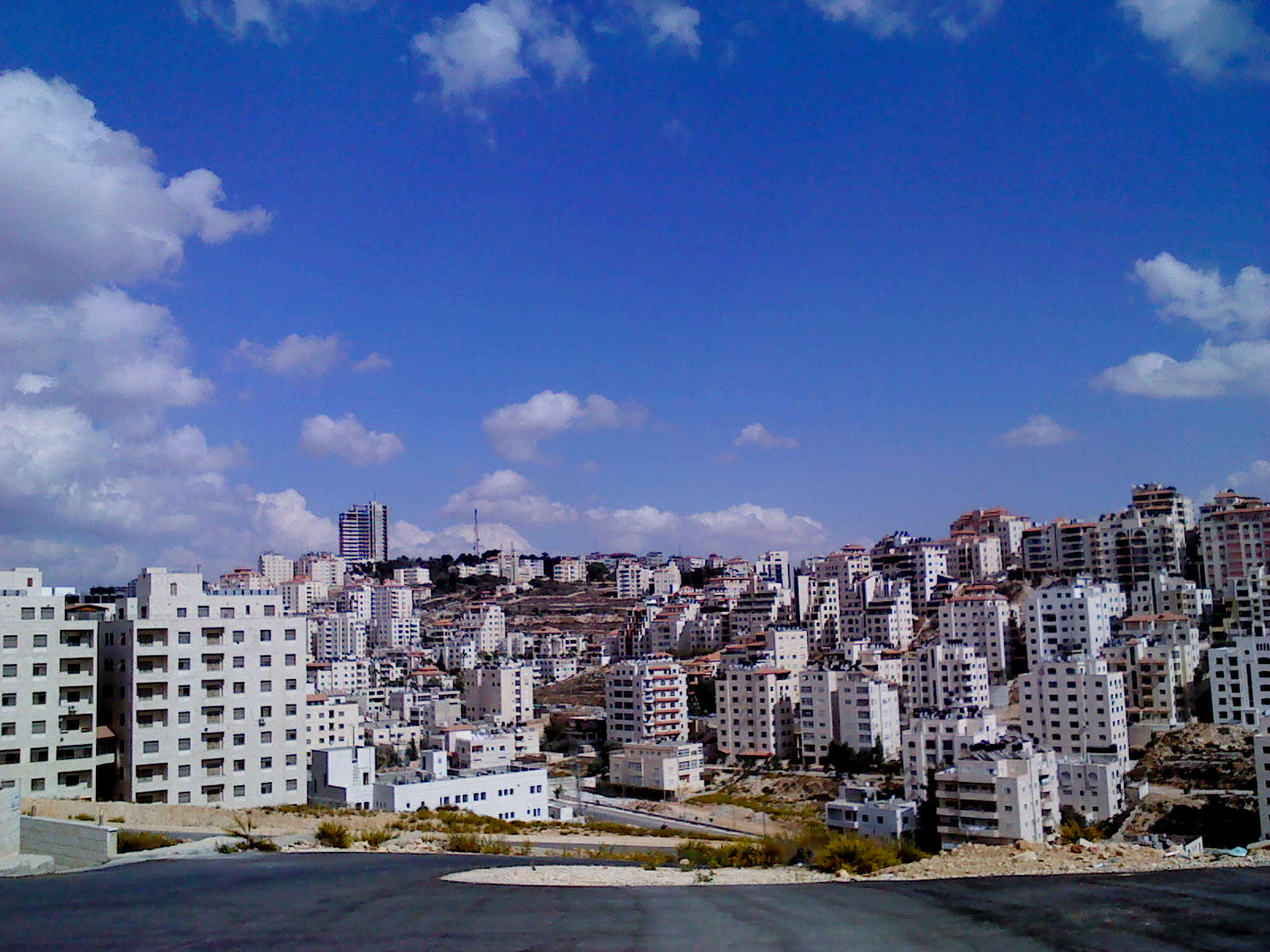
Rámaláh

Největším městem v Pásmu Gazy a v celém Státu Palestina je Gaza a největším městem na Západním břehu Jordánu je Hebron. Některá města tvoří aglomeraci, jako například Betlém s Bajt Džalá a Bajt Sáhúr. Města Rámaláh a al-Bíra tvoří rovněž aglomeraci a často jsou považovány za jedno město.

Níže je uveden seznam všech palestinských měst pod správou Rámaláhu, jejich guvernorát, konkrétní oblast a počet obyvatel podle sčítání lidu z roku 2007 a odhadu Palestinského centrálního statistického úřadu z roku 2015.
| Český název      | Arabský název | Guvernorát        | Oblast             | Populace (sčítání lidu z roku 2007) | Populace (odhad z roku 2015) |
| ---------------- | ------------- | ----------------- | ------------------ | ----------------------------------- | ---------------------------- |
| Gaza             | غزة           | Gaza              | Oblast A           | 449 221                             | 566 331                      |
| Hebron           | الخليل        | Hebron            | Oblast B           | 163 146                             | 208 750                      |
| Chán Júnis       | خان يونس      | Chán Júnis        | Oblast A, Oblast B | 142 637                             | 179 71                       |
| Džabálijá        | جباليا        | Severní Gaza      | Oblast A           | 122 988                             | 165 110                      |
| Rafah            | رفح           | Rafah             | Oblast A           | 121 774                             | 158 414                      |
| Náblus           | نابلس         | Náblus            | Oblast A           | 126 132                             | 149 772                      |
| Bajt Lahíja      | بيت لاهيا     | Severní Gaza      | Oblast A           | 64,457                              | 86,526                       |
| Dajr al-Balah    | دير البلح     | Dajr al-Balah     | Oblast A           | 54 439                              | 70 045                       |
| Jatta            | يطّا           | Hebron            | Oblast A           | 48 762                              | 62 277                       |
| Túlkarim         | طولكرم        | Túlkarim          | Oblast A           | 51 300                              | 59 114                       |
| Bajt Hánún       | بيت حانون     | Severní Gaza      | Oblast A           | 38 047                              | 51 073                       |
| Kalkílija        | قلقيليه       | Kalkílija         | Oblast A           | 41 739                              | 50 700                       |
| al-Bíra          | البيرة        | Rámaláh a al-Bíra | Oblast A           | 38 202                              | 47 540                       |
| Dženín           | جنين          | Dženín            | Oblast A           | 39 004                              | 47 305                       |
| Baní Suhajlá     | بني سهيلا     | Chán Júnis        | Oblast A           | 31 703                              | 39 941                       |
| az-Záhiríja      | الظاهرية      | Hebron            | Oblast A           | 28 776                              | 36 820                       |
| Dúrá             | دوره          | Hebron            | Oblast A           | 28 268                              | 36 170                       |
| Rámaláh          | رام الله      | Rámaláh a al-Bíra | Oblast A           | 27 460                              | 34 173                       |
| Betlém           | بيت لحم       | Betlém            | Oblast A           | 25 266                              | 30 983                       |
| Halhúl           | حلحول         | Hebron            | Oblast A           | 22 128                              | 28 313                       |
| Baní Naím        | بني نعيم      | Hebron            | Oblast A, Oblast B | 20 084                              | 25 698                       |
| as-Samú          | السموع        | Hebron            | Oblast A           | 19 649                              | 25 141                       |
| ‏Bajtúnja         | بيتونيا       | Rámaláh a al-Bíra | Oblast A           | 19 761                              | 24 592                       |
| Izna             | إذنا          | Hebron            | Oblast B           | 19 012                              | 24 326                       |
| Kabatija         | قباطية        | Dženín            | Oblast A           | 19 197                              | 23 282                       |
| Abasán al-Kabíra | عبسان الكبيرة | Chán Júnis        | Oblast A           | 18 413                              | 23 198                       |
| Saír / Sajr      | سعير          | Hebron            | Oblast B           | 18 045                              | 23 089                       |
| Jericho          | أريحا         | Jericho           | Oblast A           | 18 346                              | 22 609                       |
| az-Zawajda       | الزوايده      | Dajr al-Balah     | Oblast A           | 16 939                              | 21 795                       |
| Túbás            | طوباس         | Dženín            | Oblast A           | 16 154                              | 20 801                       |
| al-Jámún         | اليامون       | Dženín            | Oblast A           | 16 383                              | 19 870                       |
| Súríf            | صوريف         | Hebron            | Oblast B, Oblast C | 13 648                              | 17 535                       |
| Bajt Imar        | بيت اُمّر       | Hebron            | Oblast B           | 13 548                              | 17 335                       |
| Jabád            | يعبد          | Dženín            | Oblast A           | 13 640                              | 16 543                       |
| Bajt Sahúr       | بيت ساحور     | Betlém            | Oblast A           | 12 367                              | 15 165                       |
| Bajt Džalá       | بيت جالا      | Betlém            | Oblast A, Oblast C | 11 758                              | 14 419                       |
| Abú Dís          | أبو ديس       | Jeruzalém         | Oblast B           | 10 782                              | 12 385                       |

### Smíšená města
- Hebron (חברון‎/الخليل): V Hebronu žije 500 až 850 Izraelců, zatímco Palestinců 210 000.